# 首尔地下铁2期
首尔地下铁2期（：／ Igi jihacheol */?）是首尔地下铁于1989年至2001年期间修建的地下铁工程，包括有3号线、4号线、5号线、6号线、7号线和8号线。

## 背景
尽管首尔地下铁1期已经在1985年建设完成，然而首尔地下铁所处的首尔交通网络中仅占有16-20%的比重，不过因韩国政府在1987年至1991年的财政预算投入为768亿韩元，加上韩国政府已在首尔地下铁1期中负债2万亿韩元，因此并不愿意在新的路线上再作大规模投资。

## 20世纪80年代的地下铁规划
随着1980年代中期首尔交通情况继续不断恶化，因此首尔市政府在1988年1月公布了3号线、4号线的延伸扩展计划。其中建议3号线延伸至城南市，4号线延伸至军浦市的衿井站。此外又公布了5号线、6号线和7号线的走向计划。其中计划5号线和6号线在1990年至1994年期间开工建设，7号线在1999年建设完成。
- 5号线：永登浦-禾谷洞-金浦国际机场
- 6号线：往十里站-君子洞-千戶洞
- 7号线：蠶室-遁村洞-高德洞

1988年8月，首尔市政府再次修改计划，决定5号线和6号线改为1989年开始建设。

## 路线确定
当时既有的首尔地下铁1期经过了首尔市中心的繁华地带，但仍不能较好的缓解交通压力，为了能达到承担首尔50%以上的出行客流，决定将部分路线改为经过1980年代大规模开发的江南地区。经确认，修建2号线、3号线、4号线的延长线及5号线、6号线、7号线、8号线和9号线的总里程将会达到204km。虽然2号线有君子车辆基地作为列车检修中心，但是由于还承担了1号线列车的检修工作，使得新亭车辆基地和2号线延伸线变得有必要尽快修建。而1971年8月的方案中提到的经过城南市的地下铁路线则被后来的盆唐线代替。在计算隧道开挖成本方面，决定采用不与韩国国铁路线连接的方案，故2期的隧道高度降低为4750mm，而非首尔地下铁1期的4900mm至5000mm的隧道高度。

## 3、4号线延伸段建设与开通
1989年12月，3号线、4号线的延伸段开工建设。

### 3号线延伸段（良才-水西）
3号线东延伸段开工时，先行建设了水西车辆基地，另外在对远期西延伸时，将该段改称一山线，并计划交由大韩民国铁道厅管理。东延伸段最初的走向为良才-开浦-水西，然而住在大峙洞的居民却是意见强烈，最后路线改为现在的良才-大峙-炭川边-水西路走向，并设立了大厅站和逸院站。1993年10月水西车辆基地及3号线东延伸段投入使用，由于沿线此时都是高密度的近邻社区，故路线已经无法继续东延伸至城南市，因此后期延伸至城南市的路线交给了8号线和盆唐线。

### 4号线延伸段（上溪-堂岭）
4号线采取南北延伸工程同时建设，后南延伸段改称果川线，并转交至大韩民国铁道厅负责管理，故该段并不计入郊区地铁中。因上溪站、芦原站一带已是高密度居民区，为了减小拆迁所花费的资金，改为北延伸段部分区域经过河床上方，以解决占地问题。1993年4月北延伸段开通，并在水落山修建了一个供列车折返用的隧道，亦为路线以后继续延伸做好准备。

## 5、6、7、8号线建设与开通

### 建设
1990年6月27日，作为2期的正式开工路线，5号线开始建设。此后1994年1月8日6号线、7号线、8号线开工建设。1月10日，2期工程正式被命名为都市铁道，为此在1月29日成立了首尔特别市都市铁道公社以准备对5号线、6号线、7号线、8号线进行运营，而成立目的是为了“保障城市交通安全，快速发展公共交通”。原首尔地铁公社仅对1号线、2号线、3号线、4号线进行运营。

### 5号线运营归属权问题
由于5号线即将开通运营，故曾引起了放大的争论，在1993年11月开始举办了听证会，直至1994年3月，才正式允许独立组建的首尔特别市都市铁道公社对5号线进行管理。

### 开通
1995年11月15日5号线往十里-上一洞段开通，一山线则在1996年12月30日开通。1997年，7号线長岩-建大入口段开通，8号线蠶室-牡丹段开通。然而1997年亚洲金融风暴的爆发，使得韩国政府开始依赖国际货币基金组织的援助，导致后来的首尔地下铁3期计划严重缩减为仅剩下9号线。1999年7月2日，8号线全线通车。2000年8月1日，7号线全线通车。2000年12月15日，6号线全线通车。